# Llista d'asteroides/153501-153600
| Nom      | Designació provisional | Data de descobriment   | Lloc de descobriment | Descobridor/s  |
| -------- | ---------------------- | ---------------------- | -------------------- | -------------- |
| 153501 - | 2001 RG126             | 12 de setembre de 2001 | Socorro              | LINEAR         |
| 153502 - | 2001 RU128             | 12 de setembre de 2001 | Socorro              | LINEAR         |
| 153503 - | 2001 RB129             | 12 de setembre de 2001 | Socorro              | LINEAR         |
| 153504 - | 2001 RE130             | 12 de setembre de 2001 | Socorro              | LINEAR         |
| 153505 - | 2001 RV130             | 12 de setembre de 2001 | Socorro              | LINEAR         |
| 153506 - | 2001 RC133             | 12 de setembre de 2001 | Socorro              | LINEAR         |
| 153507 - | 2001 RL135             | 12 de setembre de 2001 | Socorro              | LINEAR         |
| 153508 - | 2001 RF137             | 12 de setembre de 2001 | Socorro              | LINEAR         |
| 153509 - | 2001 RJ139             | 12 de setembre de 2001 | Socorro              | LINEAR         |
| 153510 - | 2001 RB146             | 8 de setembre de 2001  | Socorro              | LINEAR         |
| 153511 - | 2001 RT146             | 9 de setembre de 2001  | Palomar              | NEAT           |
| 153512 - | 2001 SB3               | 17 de setembre de 2001 | Desert Eagle         | W. K. Y. Yeung |
| 153513 - | 2001 SJ6               | 18 de setembre de 2001 | Kitt Peak            | Spacewatch     |
| 153514 - | 2001 SZ6               | 18 de setembre de 2001 | Kitt Peak            | Spacewatch     |
| 153515 - | 2001 SD13              | 16 de setembre de 2001 | Socorro              | LINEAR         |
| 153516 - | 2001 SH14              | 16 de setembre de 2001 | Socorro              | LINEAR         |
| 153517 - | 2001 SO14              | 16 de setembre de 2001 | Socorro              | LINEAR         |
| 153518 - | 2001 ST14              | 16 de setembre de 2001 | Socorro              | LINEAR         |
| 153519 - | 2001 SD17              | 16 de setembre de 2001 | Socorro              | LINEAR         |
| 153520 - | 2001 SW28              | 16 de setembre de 2001 | Socorro              | LINEAR         |
| 153521 - | 2001 SV36              | 16 de setembre de 2001 | Socorro              | LINEAR         |
| 153522 - | 2001 SN38              | 16 de setembre de 2001 | Socorro              | LINEAR         |
| 153523 - | 2001 SS38              | 16 de setembre de 2001 | Socorro              | LINEAR         |
| 153524 - | 2001 SG39              | 16 de setembre de 2001 | Socorro              | LINEAR         |
| 153525 - | 2001 SL43              | 16 de setembre de 2001 | Socorro              | LINEAR         |
| 153526 - | 2001 SB44              | 16 de setembre de 2001 | Socorro              | LINEAR         |
| 153527 - | 2001 SM47              | 16 de setembre de 2001 | Socorro              | LINEAR         |
| 153528 - | 2001 SZ49              | 16 de setembre de 2001 | Socorro              | LINEAR         |
| 153529 - | 2001 SD53              | 16 de setembre de 2001 | Socorro              | LINEAR         |
| 153530 - | 2001 SL61              | 17 de setembre de 2001 | Socorro              | LINEAR         |
| 153531 - | 2001 SH63              | 17 de setembre de 2001 | Socorro              | LINEAR         |
| 153532 - | 2001 SK63              | 17 de setembre de 2001 | Socorro              | LINEAR         |
| 153533 - | 2001 SE66              | 17 de setembre de 2001 | Socorro              | LINEAR         |
| 153534 - | 2001 SH66              | 17 de setembre de 2001 | Socorro              | LINEAR         |
| 153535 - | 2001 SZ66              | 17 de setembre de 2001 | Socorro              | LINEAR         |
| 153536 - | 2001 SF93              | 20 de setembre de 2001 | Socorro              | LINEAR         |
| 153537 - | 2001 SQ93              | 20 de setembre de 2001 | Socorro              | LINEAR         |
| 153538 - | 2001 SO97              | 20 de setembre de 2001 | Socorro              | LINEAR         |
| 153539 - | 2001 SD101             | 20 de setembre de 2001 | Socorro              | LINEAR         |
| 153540 - | 2001 SA103             | 20 de setembre de 2001 | Socorro              | LINEAR         |
| 153541 - | 2001 SW106             | 20 de setembre de 2001 | Socorro              | LINEAR         |
| 153542 - | 2001 SS107             | 20 de setembre de 2001 | Socorro              | LINEAR         |
| 153543 - | 2001 SM110             | 20 de setembre de 2001 | Socorro              | LINEAR         |
| 153544 - | 2001 SR112             | 18 de setembre de 2001 | Desert Eagle         | W. K. Y. Yeung |
| 153545 - | 2001 SS114             | 20 de setembre de 2001 | Desert Eagle         | W. K. Y. Yeung |
| 153546 - | 2001 SZ114             | 20 de setembre de 2001 | Desert Eagle         | W. K. Y. Yeung |
| 153547 - | 2001 SY118             | 16 de setembre de 2001 | Socorro              | LINEAR         |
| 153548 - | 2001 SN120             | 16 de setembre de 2001 | Socorro              | LINEAR         |
| 153549 - | 2001 SG124             | 16 de setembre de 2001 | Socorro              | LINEAR         |
| 153550 - | 2001 SJ125             | 16 de setembre de 2001 | Socorro              | LINEAR         |
| 153551 - | 2001 SG131             | 16 de setembre de 2001 | Socorro              | LINEAR         |
| 153552 - | 2001 SZ132             | 16 de setembre de 2001 | Socorro              | LINEAR         |
| 153553 - | 2001 SM134             | 16 de setembre de 2001 | Socorro              | LINEAR         |
| 153554 - | 2001 SQ135             | 16 de setembre de 2001 | Socorro              | LINEAR         |
| 153555 - | 2001 SE136             | 16 de setembre de 2001 | Socorro              | LINEAR         |
| 153556 - | 2001 SJ138             | 16 de setembre de 2001 | Socorro              | LINEAR         |
| 153557 - | 2001 SA139             | 16 de setembre de 2001 | Socorro              | LINEAR         |
| 153558 - | 2001 SN139             | 16 de setembre de 2001 | Socorro              | LINEAR         |
| 153559 - | 2001 SJ141             | 16 de setembre de 2001 | Socorro              | LINEAR         |
| 153560 - | 2001 SF150             | 17 de setembre de 2001 | Socorro              | LINEAR         |
| 153561 - | 2001 SS155             | 17 de setembre de 2001 | Socorro              | LINEAR         |
| 153562 - | 2001 SL157             | 17 de setembre de 2001 | Socorro              | LINEAR         |
| 153563 - | 2001 SN157             | 17 de setembre de 2001 | Socorro              | LINEAR         |
| 153564 - | 2001 SE158             | 17 de setembre de 2001 | Socorro              | LINEAR         |
| 153565 - | 2001 SQ161             | 17 de setembre de 2001 | Socorro              | LINEAR         |
| 153566 - | 2001 SR163             | 17 de setembre de 2001 | Socorro              | LINEAR         |
| 153567 - | 2001 SV163             | 17 de setembre de 2001 | Socorro              | LINEAR         |
| 153568 - | 2001 SQ167             | 19 de setembre de 2001 | Socorro              | LINEAR         |
| 153569 - | 2001 SR173             | 16 de setembre de 2001 | Socorro              | LINEAR         |
| 153570 - | 2001 SH184             | 19 de setembre de 2001 | Socorro              | LINEAR         |
| 153571 - | 2001 SQ184             | 19 de setembre de 2001 | Socorro              | LINEAR         |
| 153572 - | 2001 SL197             | 19 de setembre de 2001 | Socorro              | LINEAR         |
| 153573 - | 2001 SU210             | 19 de setembre de 2001 | Socorro              | LINEAR         |
| 153574 - | 2001 SJ220             | 19 de setembre de 2001 | Socorro              | LINEAR         |
| 153575 - | 2001 SP226             | 19 de setembre de 2001 | Socorro              | LINEAR         |
| 153576 - | 2001 SJ230             | 19 de setembre de 2001 | Socorro              | LINEAR         |
| 153577 - | 2001 SN233             | 19 de setembre de 2001 | Socorro              | LINEAR         |
| 153578 - | 2001 SX237             | 19 de setembre de 2001 | Socorro              | LINEAR         |
| 153579 - | 2001 SH241             | 19 de setembre de 2001 | Socorro              | LINEAR         |
| 153580 - | 2001 SY241             | 19 de setembre de 2001 | Socorro              | LINEAR         |
| 153581 - | 2001 SH242             | 19 de setembre de 2001 | Socorro              | LINEAR         |
| 153582 - | 2001 SO243             | 19 de setembre de 2001 | Socorro              | LINEAR         |
| 153583 - | 2001 SG244             | 19 de setembre de 2001 | Socorro              | LINEAR         |
| 153584 - | 2001 SS245             | 19 de setembre de 2001 | Socorro              | LINEAR         |
| 153585 - | 2001 SM246             | 19 de setembre de 2001 | Socorro              | LINEAR         |
| 153586 - | 2001 SR246             | 19 de setembre de 2001 | Socorro              | LINEAR         |
| 153587 - | 2001 SG250             | 19 de setembre de 2001 | Socorro              | LINEAR         |
| 153588 - | 2001 SC251             | 19 de setembre de 2001 | Socorro              | LINEAR         |
| 153589 - | 2001 SS255             | 19 de setembre de 2001 | Socorro              | LINEAR         |
| 153590 - | 2001 SY256             | 19 de setembre de 2001 | Socorro              | LINEAR         |
| 153591 - | 2001 SN263             | 20 de setembre de 2001 | Socorro              | LINEAR         |
| 153592 - | 2001 SG266             | 25 de setembre de 2001 | Desert Eagle         | W. K. Y. Yeung |
| 153593 - | 2001 SX268             | 19 de setembre de 2001 | Kitt Peak            | Spacewatch     |
| 153594 - | 2001 SH271             | 20 de setembre de 2001 | Socorro              | LINEAR         |
| 153595 - | 2001 SW271             | 20 de setembre de 2001 | Socorro              | LINEAR         |
| 153596 - | 2001 SA277             | 21 de setembre de 2001 | Palomar              | NEAT           |
| 153597 - | 2001 SE279             | 21 de setembre de 2001 | Anderson Mesa        | LONEOS         |
| 153598 - | 2001 SV279             | 21 de setembre de 2001 | Anderson Mesa        | LONEOS         |
| 153599 - | 2001 SD280             | 21 de setembre de 2001 | Anderson Mesa        | LONEOS         |
| 153600 - | 2001 SU280             | 21 de setembre de 2001 | Anderson Mesa        | LONEOS         |